# Karl Anderson
Chad Allegra (ur. 20 stycznia 1980 w Asheville) – amerykański wrestler. Najbardziej znany ze swoich występów w WWE pod pseudonimem ringowym Karl Anderson.
Anderson jest najbardziej znany z pracy w tag teamach, zwłaszcza w japońskich federacjach Pro Wrestling Noah i New Japan Pro-Wrestling, w którym jest byłym czterokrotnym posiadaczem IWGP Tag Team Championship. Posiada rekord najdłuższego panowania i największej ilości obron tytułu, ustanowiony podczas jego pierwszego panowania z byłym partnerem Giant Bernardem. Anderson jest również trzykrotnym zwycięzcą turnieju NJPW G1/World Tag League, wygrywając edycje z 2009 z Bernardem, 2012 z Hirookim Goto i 2013 z Dokiem Gallowsem. Wraz z Gallowsem dołączyli do WWE w 2016, gdzie rok później zdołali zdobyć WWE Raw Tag Team Championship.

## Wczesne życie
Allegra wychowywał się w Asheville w Karolinie północnej z młodszym bratem i matką. Otrzymał stypendium w Mars Hill College w celu kreowania kariery w baseballu, lecz zrezygnował na rzecz kariery we wrestlingu. Po przeprowadzce do Cincinnati w Ohio rozpoczął treningi w szkole Lesa Thatchera „Main Event Pro Wrestling Camp” powiązanej z federacją Heartland Wrestling Association. Krótko potem przeniósł się do szkółki Rogera Ruffena, The Northern Wrestling Federation.

## Kariera profesjonalnego wrestlera

### Wczesna kariera (2000–2005)
Krótko po rozpoczęciu treningów u Lesa Thatchera w 2000, Allegra odniósł kontuzję przy sparingu z Derekiem Neikirkiem, przez co musiał pauzować ponad rok. Kiedy w końcu mógł powrócić do treningów, skontaktował się z Kirkiem Sheppardem pracującym dla Northern Wrestling Federation w Cincinnati i rozpoczął treningi pod skrzydłem Rogera Ruffena. Allegra trenował przez wiele miesięcy, po czym odbył swoją pierwszą profesjonalną walkę 10 maja 2002 przegrywając z The Zodiaciem. Drugi pojedynek stoczył z Princem Justicem, który jest znany z występów w Total Nonstop Action Wrestling jako Abyss. Walczył również z takimi wrestlerami jak Jimmy Valiant, Chris Harris, Shark Boy i Jerry Lawler. W federacji NWF, Allegra był częścią ugrupowania The Young Lions, czteroosobowej grupy żółtodziobów, którzy dołączyli do promocji mniej-więcej w tym samym czasie. Pierwszym członkiem, który opuścił grupę był Matt Parks. Allegra ostatecznie dołączył do niego w charakterze antagonisty i rozpoczął rywalizację z Ryanem Stone'em i Jayem Donaldsonem. Latem 2005, NWF i Heartland Wrestling Association zaczęło rywalizację pomiędzy federacjami, a kulminacją był pojedynek title vs. title match pomiędzy Allegrą (NWF Championem) i Codym Hawkiem (HWA Championem).

### National Wrestling Alliance (2005–2008)
W październiku 2005, Allegra otrzymał szansę wzięcia udziału w corocznym zjeździe National Wrestling Alliance, gdzie został zauważony przez Dave’a Marqueza pracującego w dojo należącym do New Japan Pro-Wrestling. Allegra został zaproszony na treningi do dojo, lecz w międzyczasie 1 stycznia 2006 stracił tytuł NWF na rzecz 1 stycznia 2006. Na Zachodnim Przybrzeżu, Allegra zmienił swój pseudonim na „Machine Gun” Karl Anderson, stając się (według scenariusza) członkiem wrestlerskiej rodziny Anderson i adaptując ich tradycyjny ruch spinebuster jako ruch kończący. W kolejnych latach, jego przynależność była coraz bardziej porzucana. Zdołał zdobyć NWA British Commonwealth Championship, po czym stracił na rzecz Alexa Koslova. Anderson okazjonalnie pojawiał się na galach NWA w środkowo-zachodniej części USA.
W 2007 utworzył drużynę z Joeyem Ryanem, występując wspólnie w kartach walk NWA promowanych przez Davida Marqueza. Drużyna próbowała zdobyć AWS Tag Team Championship od The Young Bucks (Matta i Nicka Jacksona), lecz przegrali walkę. W kwietniu, Anderson zdobył EWF American Championship od Human Tornado. 8 lipca 2007, on i Ryan zdobyli zwakowane NWA World Tag Team Championship w 3-way tag team matchu. Anderson stracił EWF American Championship na rzecz Mikeya Nichollsa 7 września 2007, w 30-minutowym Iron Man matchu, w którym brał również udział Ryan Taylor. Anderson i Ryan, znani już jako „Real American Heroes”, stracili tytuły na rzecz Los Luchas (Pheonix Stra i Zokre) 10 lutego 2008.

### Pro Wrestling Guerilla (2007–2009)
Na początku 2007, Anderson zadebiutował w federacji Pro Wrestling Guerrilla (PWG), odnosząc wielkie zwycięstwa nad topowymi zawodnikami promocji jak Frankie Kazarian czy Colt Cabana. Przez cały rok pojawiał się federacji, okazjonalnie współpracując z grupą Joey Ryan’s Dynasty. 24 lutego 2008 wziął udział w turnieju o PWG World Championship, gdzie pokonał Kazariana w pierwszej rundzie, zaś ostatecznie odpadł w finałach będąc pokonanym przez Human Tornado. Po prawie rocznej przerwie od PWG, Anderson wrócił 21 lutego 2009, ponownie dołączając do The Dynasty. 28 sierpnia. 28 sierpnia, on i Joey Ryan nie zdołali zdobyć PWG World Tag Team Championship od The Young Bucks. Anderson po raz ostatni pojawił się w PWG 4 września 2009, gdzie został pokonany w pojedynku z Roderickiem Strongiem. W wywiadzie z 2013, Allegra stwierdził: „właściwie niekoniecznie dobrze spędzałem czas w Los Angeles. Są to dobre wspomnienia, ale jak tak teraz patrzę, to nie byłem tam do końca szczęśliwy”. Dodał również, że nie miał nic do zarzucenia PWG, gdyż traktowali go dobrze i często dawali mu możliwości pokazania siebie w ringu.

### Ring of Honor (2007, 2013)
19 października 2007, Anderson zadebiutował w Ring of Honor (ROH) przegrywając z Chrisem Hero w kwalifikującym meczu do turnieju Survival of the Fittest. Dwa dni później, Anderson został pokonany przez Adama Pearce’a w zwykłym pojedynku. Anderson ponownie zagościł w ROH sześć lat później na gali Supercard of Honor VII, pokonując Rodericka Stronga. Następnego dnia na nagraniach tygodniówek Ring of Honor Wrestling, Anderson odniósł kolejne zwycięstwo nad Michaelem Elginem. 27 lipca wziął udział w turnieju o ROH World Championship, gdzie w pierwszej rundzie pokonał ACH, lecz 17 sierpnia w ćwierćfinale został wyeliminowany przez Michaela Elgina.

### New Japan Pro Wrestling

#### Bad Intensions (2008–2012)
Jako część nowej wymiany talentów pomiędzy NWA i New Japan Pro-Wrestling, Anderson zastąpił Yujiego Nagatę 23 marca 2008 podczas pierwszego turnieju New Japan Cup. Jego pierwszym oponentem był Koji Kanemoto, z którym przegrał przez submission. Na podstawie jego występu, NJPW podpisało z Andersonem roczny kontrakt. Anderson dołączył do największej heelowej stajni Great Bash Heel (GBH) i spędził resztę roku walcząc w środkowej części karty walk na galach NJPW. Po przeniesieniu się z Great Bash Heel do grupy Chaos, Anderson uformował tag team Bad Intentions z Giant Bernardem. 20 czerwca otrzymali szansę na walkę o IWGP Tag Team Championship, lecz nie zdołali pokonać broniących tytułów Team 3D (Brother Raya i Brother Devona). Anderson i Bernard wzięli udział w turnieju 2009 G1 Tag League i zdołali pokonać Apollo 55 (Prince’a Devitta i Ryusuke Taguchiego) w finale turnieju, zdobywając kolejną szansę na walkę o tytuły należące do Team 3D. 8 listopada na gali Destruction '09, drugi pojedynek pomiędzy Bad Intentions i Team 3D zakończył się podwójnym wyliczeniem poza-ringowym. 4 kwietnia 2010 członkowie grupy Chaos Toru Yano i Takashi Iizuka odwrócili się od Andersona i wyrzucili z grupy, gdzie Tetsuya Naito i Yujiro Takahashi dołączyli do ugrupowania za jego miejsce. Giant Bernard, który nie wystąpił wtedy na gali, ostatecznie opuścił Chaos i utrzymał współpracę z Andersonem. 19 czerwca 2010 na gali Dominion 6.19 Anderson i Bernard pokonali drużyny Seigigun (Yujiego Nagatę i Wataru Inoue) oraz No Limit (Tetsuyę Naito i Yujiro Takahashiego) w three-way elimination matchu zdobywając IWGP Tag Team Championship.
Bad Intentions po raz pierwszy obronili tytuły IWGP Tag Team Championship 19 lipca, pokonując Seigigun i No Limit w walce nazwanej „Dogfight”. Pod koniec października Bad Intentions wzięli udział w turnieju 2010 G1 Tag League, w którym odnieśli trzy zwycięstwa i dwie porażki, kończąc na drugim miejscu w ich grupie i przechodząc do półfinałów. 7 listopada zostali pokonani przez ostatecznych zwycięzców turnieju, Yujiego Nagatę i Wataru Inoue. 4 stycznia 2011 na gali Wrestle Kingdom V in Tokyo Dome, Bad Intentions obronili swoje IWGP Tag Team Championship w three-way matchu przeciwko Beer Money, Inc. (Jamesowi Stormowi i Robertowi Roode’owi) oraz Muscle Orchestra (Manabu Nakanishim i Strong Manowi). 3 maja, Bad Intentions pokonało No Limit, po raz siódmy broniąc swoich tytułów i tym samym wyrównując rekord największej ilości obron ustanowionych przez Hiroyoshiego Tenzana i Masahiro Chono. Zdołali pobić ten rekord broniąc tytułów po raz ósmy 18 czerwca na gali Dominion 6.18 przeciwko Takumie Sano i Yoshihiro Takayamie, stając się również nowymi posiadaczami GHC Tag Team Championship.
Dziewiąta obrona tytułów nastąpiła 3 lipca, kiedy to pokonali Hirookiego Goto i IWGP Heavyweight Championa Hiroshiego Tanahashiego. 23 lipca, Bad Intentions wystąpiło w federacji Pro Wrestling Noah, broniąc tam swoich GHC Tag Team Championship w pojedynku z Tekshim Morishimą i Yutaką Yoshiem. 9 września, Ban Intentions stali się najdłużej panującymi IWGP Tag Team Championami w historii, bijąc poprzedni rekord 446 dni należący do Hiroyoshiego Tenzana i Masahiro Chono z 2003. Bad Intentions po raz drugi obronili GHC Tag Team Championship 31 października, pokonując Go Shiozaki i Shuhei Taniguchiego na gali promocji Pro Wrestling Noah. Podczas turnieju 2011 G1 Tag League, Bad Intentions odnieśli swoją pierwszą porażkę jako tag team od ponad roku, gdzie zostali pokonani przez Complete Players (Masato Tanakę i Yujiro Takahashiego), lecz zdołali wygrać cztery kolejne walki i przejść do półfinałów turnieju. 6 listopada, tuż po pokonaniu Billion Powers (Hirookiego Goto i Hiroshiego Tanahashiego) w półfinale, Bad Intentions zostali pokonani w finale 2011 G1 Climax przez Suzuki-gun (Minoru Suzukiego i Lance’a Archera). 12 listopada na gali Power Struggle, Bad Intentions po raz dziesiąty obroniło tytuły w walce z Archerem i Suzukim. 4 stycznia 2012 na gali Wrestle Kingdom VI in Tokyo Dome, Bad Intentions straciło IWGP Tag Team Championship na rzecz Tencozy (Hiroyoshiego Tenzana i Satoshiego Kojimy), kończąc ich panowanie z rekordową ilością 564 dni. 22 stycznia stracili GHC Tag Team Championship na rzecz Akitoshiego Saito i Juna Akiyamy. W marcu, Bad Intentions zostało rozwiązane, gdyż Bernard opuścił New Japan na rzecz powrotu do WWE.

#### Bullet Club (2012–2016)

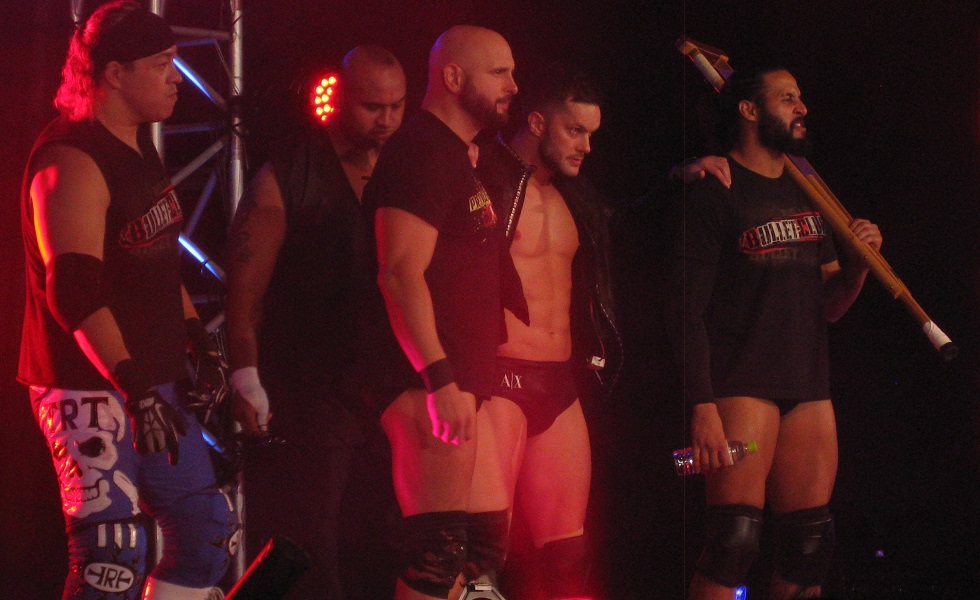
Anderson oraz grupa Bullet Club we wrześniu 2013

Po rozpoczęciu swojej singlowej kariery, Anderson wziął udział w turnieju 2012 New Japan Cup z 1 kwietnia. Po pokonaniu Hiroyoshiego Tenzana i wielokrotnego IWGP Heavyweight Championa Shinsuke Nakamury, Anderson został wyeliminowany z turnieju w półfinale przez Hiroshiego Tanahashiego. 3 maja na gali Wrestling Dontaku 2012, Nakamura pokonał Andersona w ich rewanżu. W sierpniu Anderson wziął udział w turnieju 2012 G1 Climax, gdzie wygrał cztery z siedmiu pojedynków, a także zdobył zaskakujące zwycięstwo nad IWGP Heavyweight Championem Hiroshim Tanahashim w walce z 12 sierpnia (ostatni dzień turnieju), awansując do finałów. W finale został pokonany przez Kazuchika Okadę. Przez kolejne miesiące Anderson kontynuował rywalizację z Okadą, przegrywając z nim 8 października na gali King of Pro-Wrestling, gdzie na szali był tytuł pretendenta do głównego mistrzostwa federacji. 11 listopada na gali Power Struggle, Anderson przegrał pojedynek z Shinsuke Nakamurą o IWGP Intercontinental Championship należący do Nakamury. 15 listopada Anderson dołączył do turnieju wyłaniającego pierwszego posiadacza NEVER Openweight Championship. Po wygranej z Yujiro Takahashim, Shiori Asahim i Kengo Mashimo, Anderson został pokonany w finale z 19 listopada przez Masato Tanakę. W dniach od 20 listopada do 1 grudnia, Anderson brał udział w turnieju 2012 World Tag League, formując tag team z Hirookim Goto jako „Sword & Guns”. Drużyna odniosła cztery zwycięstwa i dwie porażki, kończąc na drugim miejscu w grupie i przechodząc do półfinałów turnieju. 2 grudnia, Sword & Guns pokonali drużynę Tencozy i przeszli do finału, w którym (tego samego dnia) pokonali panujących IWGP Tag Team Championów K.E.S. (Daveya Boya Smitha Jr. i Lance’a Archera), wygrywając cały turniej. Sword & Guns otrzymali szansę na pojedynek z K.E.S. o IWGP Tag Team Championship na gali Wrestle Kingdom 7 in Tokyo Dome, lecz zostali pokonani przez panujących mistrzów. 10 lutego 2013 na gali The New Beginning, Anderson zawalczył z Hiroshim Tanahashim o IWGP Heavyweight Championship, lecz poniósł porażkę. W celu pozyskania kolejnego miana pretendenta do tytułu Tanahashiego, Anderson wziął udział w turnieju 2013 New Japan Cup z 11 marca i pokonał Hiroyoshiego Tenzana w pierwszej rundzie Six days later, Anderson was eliminated from the tournament in the second round by Kazuchika Okada.
3 maja na gali Wrestling Dontaku 2013 zawalczył z Hiroshim Tanahashim w kolejnym wysoko ocenianej przez krytyków walce, lecz ponownie został pokonany. Po walce Anderson przeszedł heelturn i zawiązał sojusz z Princem Devittem, Bad Luck Falem i Tama Tongą wspólnie atakując Tanahashiego. Wspólnie założyli grupę o nazwie „Bullet Club”. Od 1 do 11 sierpnia, Anderson wziął udział w turnieju 2013 G1 Climax, który zakończył z pięcioma zwycięstwami i czterema porażkami, gdzie przez przegraną z Tetsuya Naito nie przeszedł do finałów turnieju. W październiku Anderson skupił się na tytule IWGP Heavyweight Championship, który był w posiadaniu Kazuchiki Okady, na którym chciał się zemścić za przegraną z nim podczas turnieju 2012 G1 Climax. Ich walka odbyła się 9 listopada na gali Power Struggle, lecz Okada zdołał obronić tytułu. Od 24 listopada do 8 grudnia on i nowy członek Bullet Clubu Doc Gallows wzięli udział w turnieju 2013 World Tag League. Po wygraniu czterech z sześciu pojedynków, Anderson i Gallows pokonali drużynę GBH (Togi Makabe i Tomoaki Honma) w półfinale, a następnie zespół Tencozy w finale i wygrali turniej. Oznaczało to trzecie zwycięstwo Andersona w G1/World Tag League oraz drugie z rzędu. Anderosn i Gallows zawalczyli o tytuły tag team 4 stycznia 2014 na gali Wrestle Kingdom 8, gdzie pokonali K.E.S. i stali się nowymi posiadaczami IWGP Tag Team Championship. Anderson i Gallows obronili tytułów na gali The New Beginning in Hiroshima z 9 lutego pokonując K.E.S. w rewanżu. Dwa miesiące później na glai Invasion Attack 2014 pokonali Hirookiego Goto i Katsuyoriego Shibatę ze swoimi tytułami na sali.

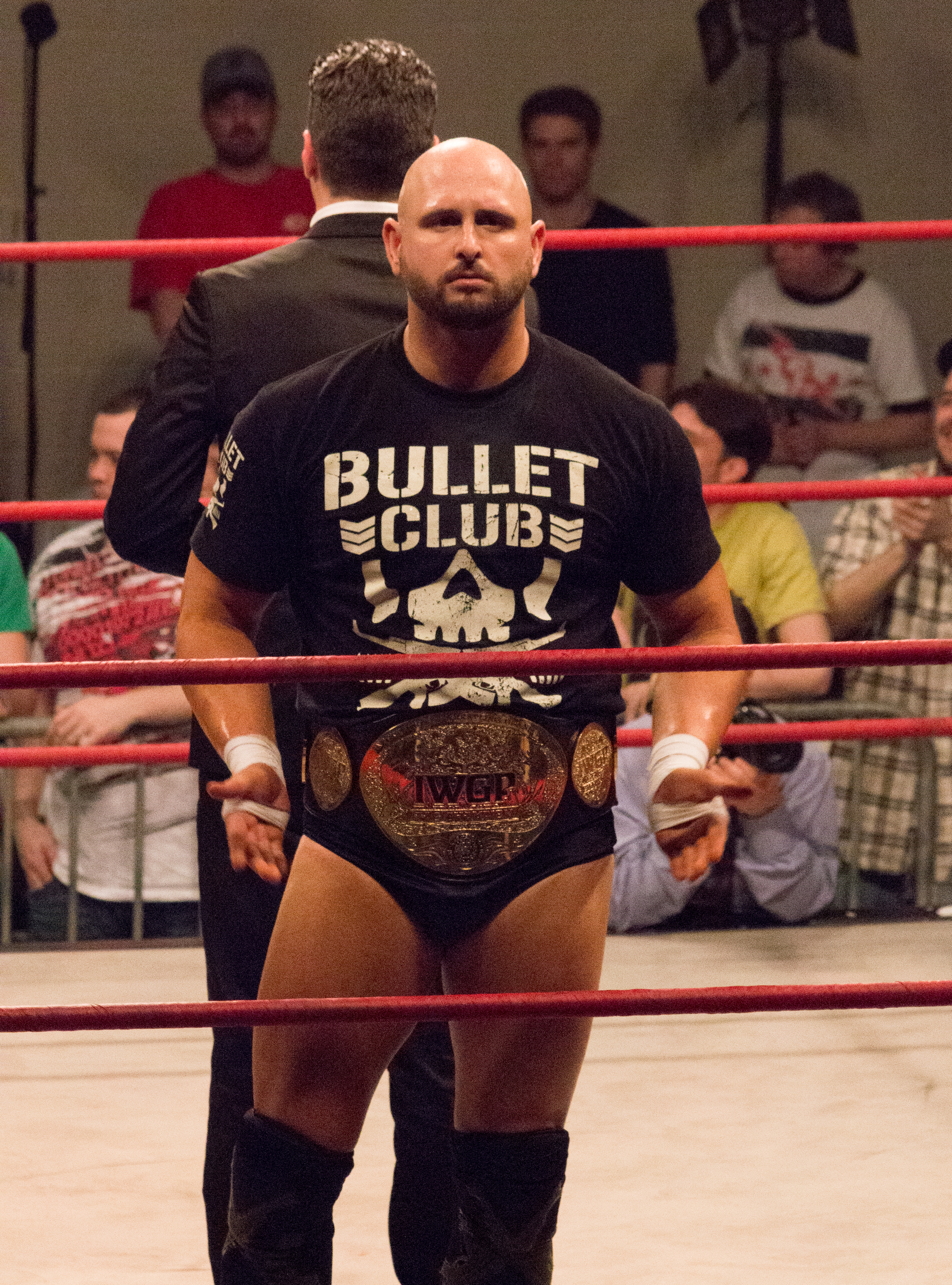
Anderson z tytułem IWGP Tag Team Championship oraz jako lider grupy Bullet Club w maju 2014

Po kwietniowej kali Invasion Attack, Devitt opuścił New Japan Pro Wrestling, wskutek czego Anderson został wybrany nowym liderem Bullet Clubu. Anderson i Gallows po raz trzeci obronili tytułów przeciwko Hirookiemu Goto i Captainowi Taiwan. Czwarta sukcesywna obrona nastąpiła 17 maja, gdzie pokonali The Briscoes (Jaya i Marka) na gali współ-produkowanej przez NJPW i RoH. 21 czerwca na gali Dominion 6.21 po raz piątu obronili tytułów w walce z Ace to King (Hiroshim Tanahashim i Togim Makabe). W dniach 21 lipca do 8 sierpnia, Anderson wziął udział w turnieju 2014 G1 Climax, w którym uzyskał pięć zwycięstw i pięć porażek i nie przeszedł do dalszej fazy turnieju. 21 września na gali Destruction in Kobe, Anderson i Gallows szósty raz obronili tytułów IWGP Tag Team Championship tym razem pokonując członków grupy Chaos – Kazuchiki Okadę i Yoshi-Hashiego. Dwa dni później na gali Destruction in Okayama, Anderson nie zdołał pokonać Okady o miano pretendenta do tytułu IWGP Heavyweight Championship. W grudniu, Anderson i Gallows dotarli do finału turnieju 2014 World Tag League wygrywając pięć z siedmiu pojedynków. 7 grudnia przegrali w finale z Hirookim Goto i Katsuyorim Shibatą. Roczne panowanie Andersona i Gallowsa jako mistrzowie dobiegło końca 4 stycznia 2015 na gali Wrestle Kingdom 9 in Tokyo Dome, gdzie stracili tytuły na rzecz Goto i Shibaty.
Anderson i Gallows odzyskali tytuły od Goto i Shibaty 11 lutego na gali The New Beginning in Osaka, lecz stracili na rzecz The Kingdom (Matta Tavena i Michaela Bennetta) półtora miesiąca później na gali Invasion Attack 2015. Po raz kolejny udało im się zdobyć tytuły od The Kingdom 5 lipca na gali Dominion 7.5 in Osaka-jo Hall. Od 23 lipca do 15 sierpnia, Anderson wziął udział w kolejnym turnieju G1 Climax. Ze stanem sześciu zwycięstw i trzech porażek nie udało mu się przejść do dalszej części turnieju. Podczas wydarzenia zdołał pokonać Shinsuke Nakamurę, wskutek czego otrzymał szansę na pojedynek z nim o IWGP Intercontinental Championship w dniu 7 listopada na gali Power Struggle, lecz przegrał walkę. 4 stycznia 2016 na gali Wrestle Kingdom 10 in Tokyo Dome, Anderson i Gallows stracili IWGP Tag Team Championship na rzecz Togiego Makabe i Tomoakiego Honmy. Tuż przed emisją gali pojawiły się informacje, że Anderson i Gallows opuszczą NJPW i wspólnie dołączą do WWE. Po gali Anderson pozostał pod kontraktem NJPW i zgodził się wystąpienie na zaplanowanych galach przed odejściem z federacji. 14 lutego na gali The New Beginning in Niigata, Anderson i Gallows otrzymali rewanż o tytuły tag team, jednakże Makabe i Honma wyszli zwycięsko z pojedynku. 19 lutego Anderson potwierdził w wywiadzie z Tokyo Sports, że opuści NJPW dzień po gali Honor Rising: Japan 2016. W jego ostatniej walce dla NJPW, Anderson połączył siły z Bad Luck Falem, Dokiem Gallowsem i Tama Tongą, gdzie przegrali z Bobbym Fishem, Hirookim Goto, Katsuyorim Shibatą i Kyle’em O’Reillym w ośmioosobowym tag team matchu.

### Global Force Wrestling (2015)
6 maja 2015 Global Force Wrestling (GFW) ogłosiło Andersona jako część swojego rosteru wrestlerów. Anderson i Doc Gallows wzięli udział w walce wieczoru pierwszej gali wyprodukowanej przez GFW z 12 czerwca, gdzie pokonali New Heavenly Bodies (Dustina i Justina) w tag team matchu.

### WWE (od 2016)

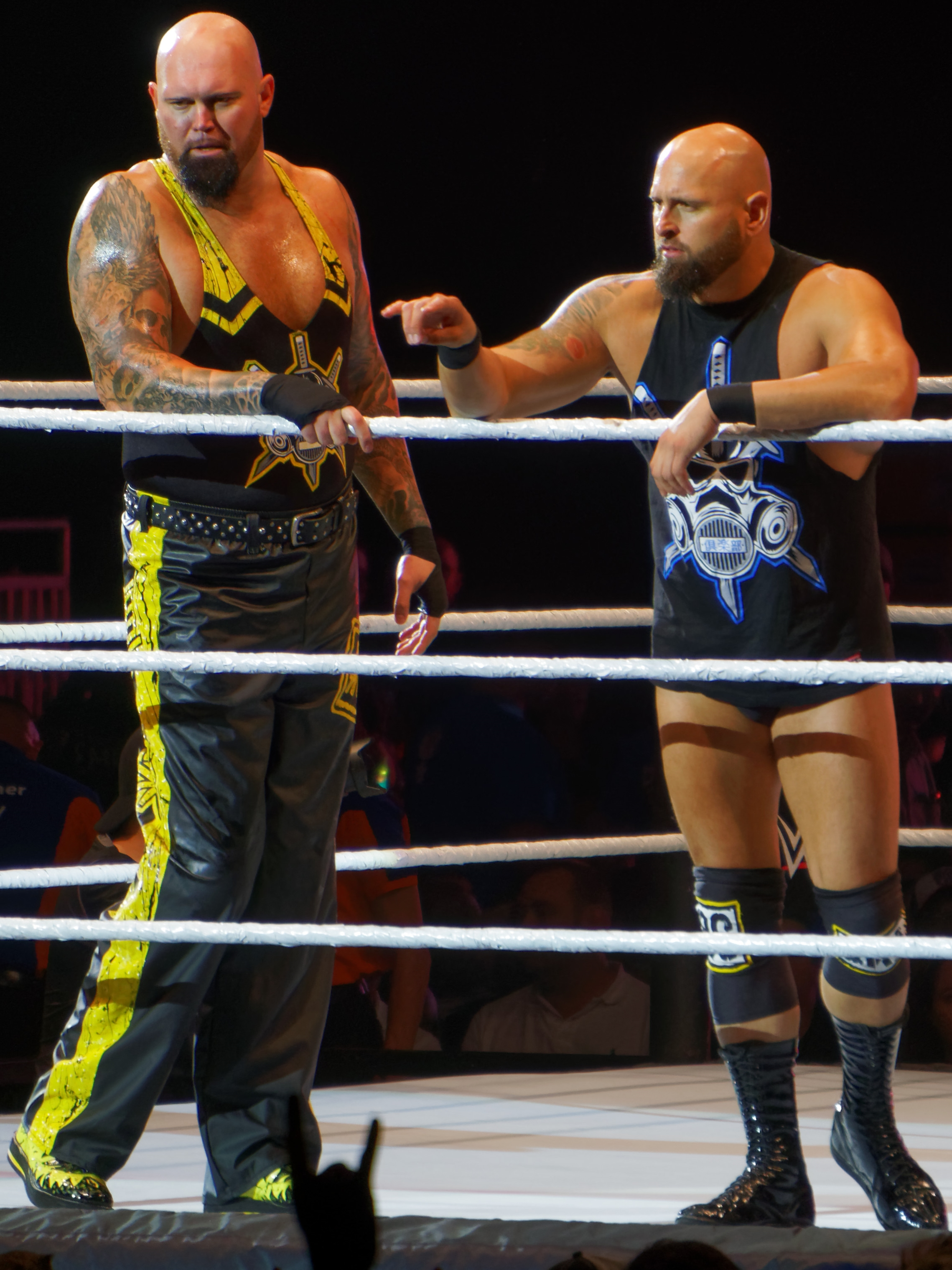
Gallows i Anderson we wrześniu 2016

11 kwietnia na odcinku tygodniówki Raw, Anderson i Gallows zadebiutowali w federacji atakując The Usos po ich zwycięstwie z The Social Outcasts. Tydzień później na Raw zaatakowali WWE World Heavyweight Championa Romana Reignsa, który rywalizował z ich byłym przyjacielem z NJPW AJ Stylesem. 25 kwietnia na Raw pokonali The Usos w ich pierwszej walce dla federacji. Pomimo odmów ze strony Stylesa, duo starało się jemu pomagać w starciach z Reignsem i Usos. 2 maja na odcinku Raw, Styles, Anderson i Gallows zaczęli być określani przez komentatorów jako The Club (nawiązanie do Bullet Clubu z NJPW). Na gali Extreme Rules, Anderson i Gallows zainterweniowali w walce wieczoru pomiędzy Reignsem i Stylesem o WWE World Heavyweight Championship i zaatakowali Reignsa, lecz na jego pomoc przybiegli The Usos i przepędzili dwójkę z ringu; ostatecznie pojedynek wygrał Reigns przypinając Stylesa w ringu. Następnej nocy na tygodniówce Raw Styles opuścił The Club twierdząc, że WWE „nie jest federacją z Japonii”, lecz ostatecznie to Anderson i Gallows opuścili Stylesa podczas jego walki z Kevinem Owensem w walce kwalifikującej do Money in the Bank ladder matchu.
30 maja na odcinku Raw, AJ Styles skonfrontował się w ringu z powracającym Johnem Ceną, który chciał „skonfrontować się z gwiazdami nowej ery WWE”, po czym uściskał dłoń Stylesa. Na arenę wkroczyli Anderosn i Gallows, który początkowo mieli zamiar zawalczyć z dwójką w ringu. Po chwili Styles zaatakował Cenę, gdzie ostatecznie trójka odnowiła współpracę jako The Club. Podczas WWE Draftu z 2016, Anderson i Gallows zostali przydzieleni do brandu Raw, zaś Styles do brandu SmackDown, tym samym rozdzielając The Club.
Gallows i Anderson skupili się na zdobyciu tytułów WWE Raw Tag Team Championship od The New Day, gdzie między innymi kontuzjowali pachwinę Big E trafiając o słupek ringu. Przez kilka tygodni występowali w segmentach wyśmiewających New Day oraz kontuzję odniesioną przez Big E. Na gali SummerSlam, Gallows i Anderson pokonali Kofiego Kingstona i Xaviera Woodsa (członków New Day) przez dyskwalifikację, gdzie podczas pojedynku zainterweniował powracający Big E. Na wrześniowej gali Clash of Champions ponownie nie zdołali zdobyć tytułów od New Day. 7 listopada na odcinku Raw, Gallows i Anderson zostali ogłoszeni członkami tag teamowej drużyny Raw przeciwko drużynie SmackDown na galę Survivor Series. Duo zostało wyeliminowane z pojedynku przez Heatha Slatera i Rhyno, lecz ostatecznie ich drużyna odniosła zwycięstwo. 18 stycznia 2017 na odcinku Raw, Gallows i Anderson zawalczyli z Cesaro i Sheamusem o Raw Tag Team Championship, gdzie zwycięski rezultat został wycofany z powodu przypadkowego ataku Sheamusa na sędziego. Podczas pre-show gali Royal Rumble odbył się rewanż, w którym Gallows i Andreson pokonali mistrzów i stali się nowymi posiadaczami tytułów. Na marcowej gali Fastlane zdołali obronić tytuły w walce z Enzo Amore i Big Cassem. Na WrestleManii 33 wzięli udział w Fatal 4-way tag team ladder matchu, lecz stracili tytuły na rzecz powracających The Hardy Boyz (Jeffa i Matta Hardy’ego).

## Życie osobiste
Allegra jest żonaty i ma trzech synów. Jego rodzina żyje w Cincinnati w stanie Ohio. Allegra jest bliskim przyjacielem Finna Bálora i Shinsuke Nakamury, których poznał w szkółce New Japan Pro-Wrestling w Los Angeles.

## Inne media

### Gry video
| Rok  | Tytuł    | Rola          | Notka              |
| ---- | -------- | ------------- | ------------------ |
| 2016 | WWE 2K17 | Karl Anderson | Postać do pobrania |

## Styl walki

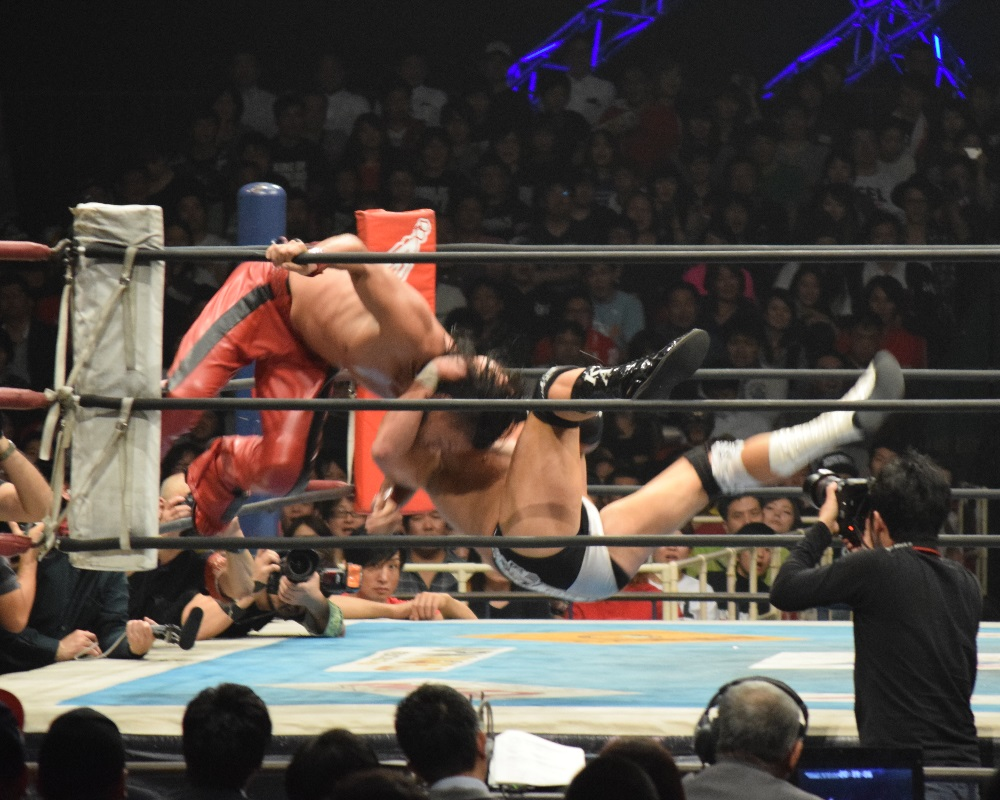
Anderson wykonujący Gun Stun na Shinsuke Nakamurze

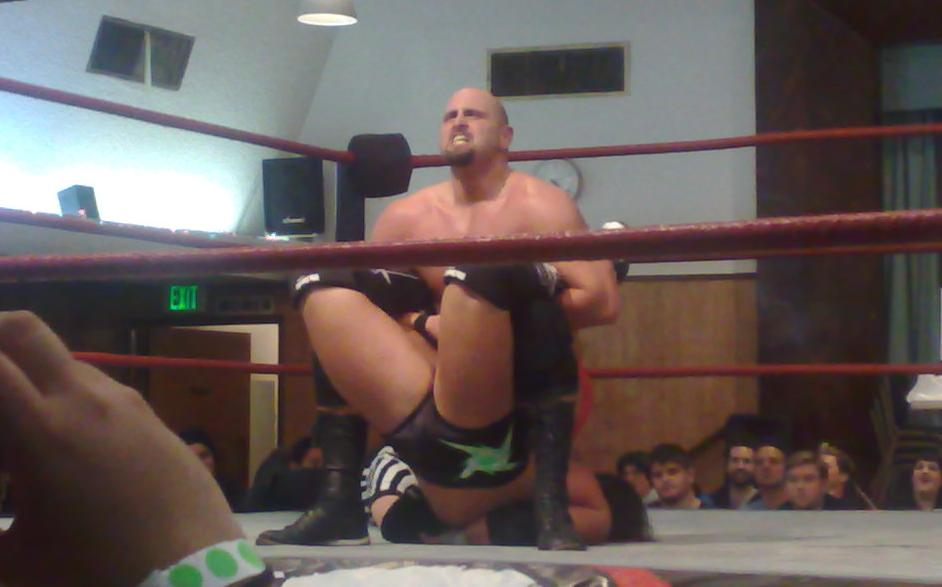
Anderson aplikujący Boston crab na Franku Kazarianie

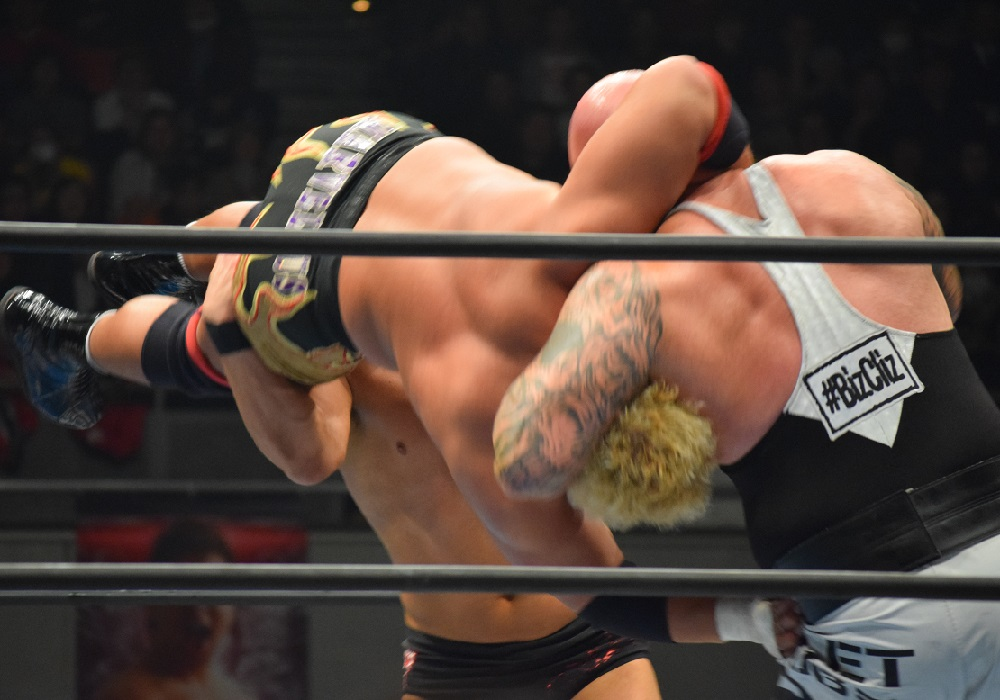
Anderson i Doc Gallows wykonujący Magic Killer na Togim Makabe

- Finishery
  - Jako Karl Anderson
    - Gun Stun (Stunner – 2008[132] lub Jumping cutter – 2009–2016)[3][34]
    - Rocket Kick (Running single leg front dropkick)[133] – od 2016; wcześniej używany jako zwykły ruch
    - Spinning spinebuster[1][3] – 2006–2008; od 2008 używany jako zwykły ruch
    - Swivel Gun Stun (Fireman’s carry cutter)[134]

  - Jako Chad 2 Badd
    - Baddest Kick in the World (Running big boot)[5]
    - Too Badd (Diving neckbreaker)[5]
- Inne ruchy
  - Backbreaker[134]
  - Bernard Driver (Reverse piledriver)[134][134][135][136] – 2012–2016; adaptowane od Giant Bernarda
  - Boston crab[1]
  - Brainbuster[134]
  - Death Valley bomb[3]
  - Leg lariat[134]
  - Neckbreaker[134]
  - Running jumping powerbomb[134]
  - Senton[137][138][139][140]
  - Superkick[134]
- Z Dokiem Gallowsem/Lukiem Gallowsem
  - Drużynowe finishery
    - Magic Killer (Aided snap swinging neckbreaker)[141][142][143][144]

  - Drużynowe inne ruchy
    - Boot of Doom (Kombinacja fireman’s carry flapjack (Gallows) / running single leg front dropkick (Anderson))[145][146][147][148]
- Z Giant Bernardem
  - Drużynowe finishery
    - Giant Gun Stun (Kombinacja Flapjack (Bernard) / Gun Stun (Anderson))[49]
    - Magic Killer (Aided snap swinging neckbreaker)[44]
- Przydomki
  - „2 Badd”[5]
  - „The Machine Gun”[3]
- Motywy muzyczne
  - „The Machine Gun” ~ Yonosuke Kitamura[149]
  - „Devil’s Dance” ~ Metallica[3][150] (NJPW / PWG / RoH)
  - „The Machine Gun Ver. 2" ~ Yonosuke Kitamura[151]
  - „Solace” ~ Triphon[150] (RoH)
  - „Last Chance Saloon” ~ Deviant and Naive Ted[152] (NJPW; używane jako część grupy Bullet Club)
  - „Shot’Em” ~ [Q]Brick[153] (NJPW; używane jako część grupy Bullet Club)
  - „Machingun (Bullet Club Mix)” ~ Yonosuke Kitamura[154] (NJPW)
  - „Omen in the Sky” ~ CFO$[155] (WWE; od 25 kwietnia 2016; używane podczas współpracy z Lukiem Gallowsem)

## Mistrzostwa i osiągnięcia
- Empire Wrestling Federation

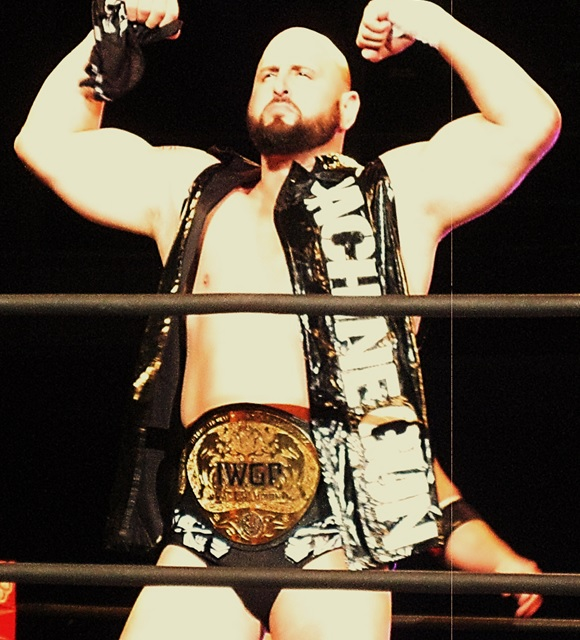
Anderson z pasem IWGP Tag Team Championship w marcu 2015

  - EWF American Championship (1 raz)[156]
- National Wrestling Alliance
  - NWA World Tag Team Championship (1 raz) – z Joeyem Ryanem[1][157]
- NWA Midwest
  - NWA Heartland States Heavyweight Championship (1 raz)[1][158]
- NWA United Kingdom
  - NWA British Commonwealth Heavyweight Championship (1 raz)[159]
- New Japan Pro-Wrestling
  - IWGP Tag Team Championship (4 razy) – z Giant Bernardem (1) i Dokiem Gallowsem (3)[34][86][106][110][160]
  - G1 Tag League (2009) – z Giant Bernardem[30]
  - World Tag League (2012) – z Hirookim Goto[67]
  - World Tag League (2013) – z Dokiem Gallowsem[84]
- Northern Wrestling Federation
  - NWF Heavyweight Championship (2 razy)[1]
- Pro Wrestling Illustrated
  - PWI umieściło go na 64. miejscu top 500 wrestlerów rankingu PWI 500 w 2012[161]
- Pro Wrestling Noah
  - GHC Tag Team Championship (1 raz) – z Giant Bernardem[41]
- Stampede Wrestling
  - Stampede British Commonwealth Heavyweight Championship (1 raz)[162]
- Wrestling Observer Newsletter
  - Najlepszy tag team (2011)[163] – z Giant Bernardem
- WWE
  - WWE Raw Tag Team Championship (1 raz) – z Lukiem Gallowsem[164]